# Natalia Lewczenkowa
Natalia Wiktorowna Lewczenkowa (ros. Наталья Викторовна Левченкова; ur. 30 lipca 1977 w Smoleńsku) – rosyjska biathlonistka reprezentująca Mołdawię. Zadebiutowała w biathlonie w rozgrywkach juniorskich w roku 1998. Została mistrzynią Europy w biegu indywidualnym w Novym Mieście w roku 2008
Starty w Pucharze Świata rozpoczęła zawodami w Beitostølen w roku 2004 zajmując 62. miejsce w sprincie. Jej najlepszy dotychczasowy wynik w pucharze świata to 7. miejsce w biegu masowym w Anterselvie w sezonie 2005/06.
Podczas Igrzysk Olimpijskich w Turynie w 2006 roku zajęła 8. miejsce w biegu indywidualnym i 41 w sprincie, 23 w biegu pościgowym oraz 21 w biegu masowym.
Podczas Mistrzostw Świata w Hochfilzen w 2005 roku zajęła 27. miejsce w sprincie, 11 w biegu pościgowym, 13 w biegu indywidualnym i 24 w biegu masowym. Na Mistrzostwach Świata w Östersund w roku 2008 zajęła 8. miejsce w biegu indywidualnym, 44 w sprincie, 42 w biegu pościgowym, 23 w biegu masowym. Na Mistrzostwach Świata w P'yŏngch'ang w roku 2009 zajęła 18. miejsce w biegu indywidualnym, 43 w sprincie, 8 w biegu pościgowym i 25 w biegu masowym.
Po sezonie 2010/2011 ogłosiła zakończenie kariery.

## Osiągnięcia

### Igrzyska olimpijskie
- 2006 Turyn – 8. (bieg indywidualny), 41. (sprint), 23. (bieg pościgowy), 21. (bieg masowy)

### Mistrzostwa świata
- 2005 Hochfilzen – 13. (bieg indywidualny), 27. (sprint), 11. (bieg pościgowy), 24. (bieg masowy)
- 2008 Östersund – 8. (bieg indywidualny), 44. (sprint), 42. (bieg pościgowy), 23. (bieg masowy)
- 2009 P'yŏngch'ang – 18. (bieg indywidualny), 43. (sprint), 8. (bieg pościgowy), 25. (bieg masowy)

### Puchar Świata

#### Miejsca w klasyfikacji generalnej
| Sezon     | Miejsce |
| --------- | ------- |
| 2004/2005 | 42.     |
| 2005/2006 | 33.     |
| 2007/2008 | 40.     |
| 2008/2009 | 20.     |
| 2009/2010 | 42.     |